# الوادي المتصدع الكبير

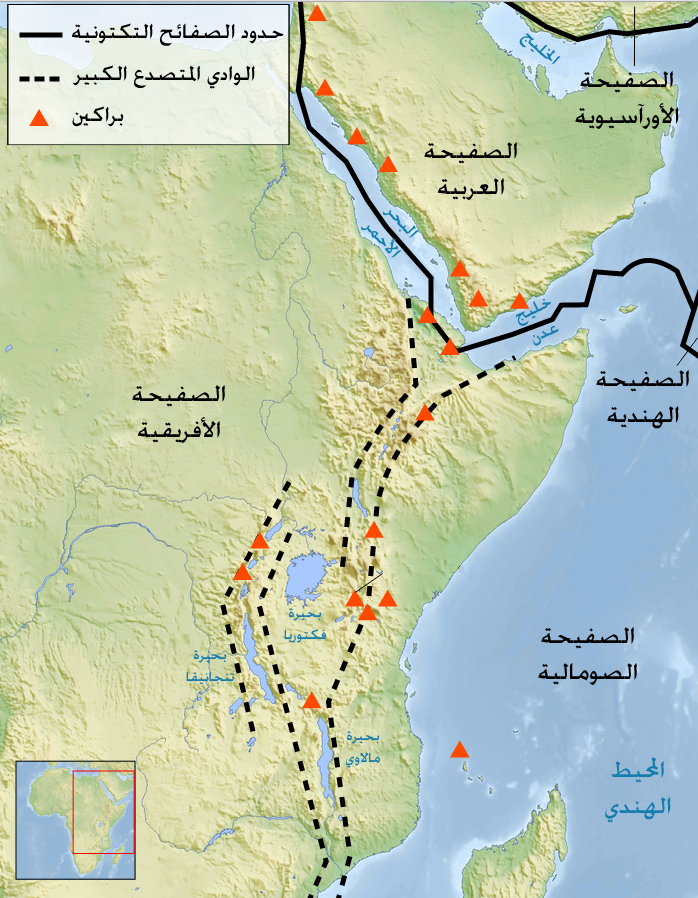
الوادي المتصدع الكبير.

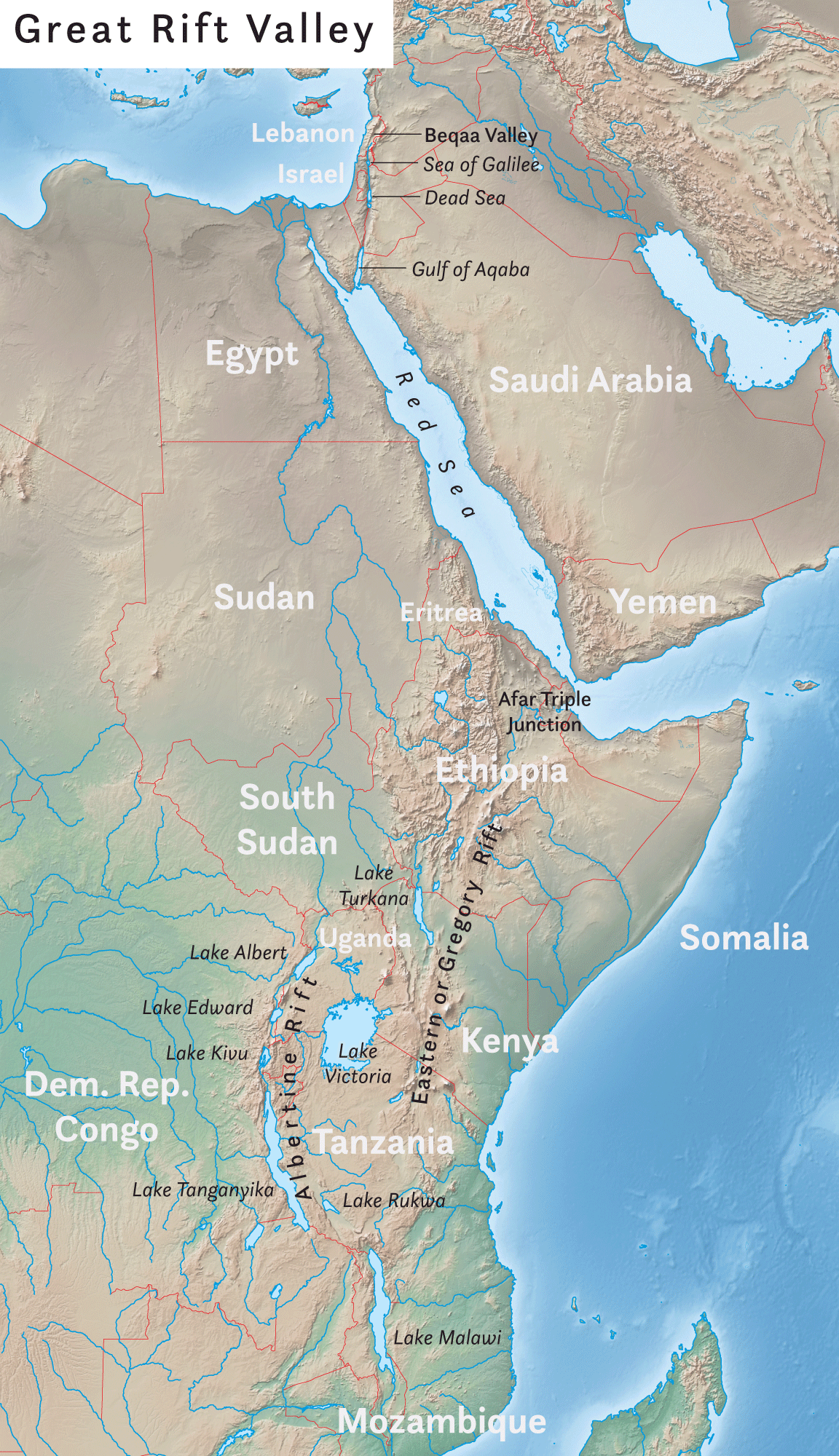
خرطة توضح الوادي المتصدع الكبير وخصوصاً في بلاد الشام.

الوادي المتصدع الكبير أو الأخدود الإفريقي العظيم (بالإنجليزية: Great Rift Valley)، ويطلق عليه أحياناً الشق السوري الإفريقي أو حفرة الانهدام السوري الإفريقي، وجميعها من الأسماء الشائعة لصدعٍ جيولوجيٍّ يمتد في غرب آسيا وصولاً إلى شرقي إفريقيا، من جنوبي تركيا في الشمال عبر بلاد الشام، والبحر الأحمر وخليج عدن، وحتى زيمبابوي في الجنوب. في كينيا ينفصل الصدع إلى جناحين يصلان إلى زيمبابوي شرقي الجنوب الإفريقي. يشار إلى هذا الصدع بأسماءٍ عدة: «الشق السوري الإفريقي»، «الأخدود الإفريقي العظيم»، «الانكسار الإفريقي العظيم»، «الصدع الإفريقي» وغيرها من الأسماء. طول الصدع أكثر من 6000 كم ويتراوح عرضه بين 7 و20 كم. ويبلغ ارتفاعه 1170 متراً فوق سطح البحر في أعلى نقطة له قرب مدينة بعلبك اللبنانية، أما في البحر الميت فيصل إلى أعمق نقطة له وعمقها أكثر من 400 متراً تحت سطح البحر، وهي أعمق نقطة يابسةٍ على سطح الكرة الأرضية.
ويعتبر هذا الصدع من أشهر الظواهر الطبيعية الأرضية فهو السبب الجيولوجي لتشكل عدةِ معالمَ طبيعيةٍ بارزةٍ، منها من الشمال إلى الجنوب حوض نهر العاصي بدءاً ببحيرة وسهل العمق في الشمال في لواء اسكندرون مروراً بمنخفض سهل الغاب في سوريا وحتى منبعه، ثم سهل البقاع اللبناني، ووادي التيم ووادي حلتا المنحدر تحت بلدة كفرشوبا في قضاء حاصبيا والممتد من مرج الخيام إلى سهل الحولة، فبحيرة طبريا والمرج حولها، ومرج بيسان، ونهر الأردن وغور الأردن، فالبحر الميت، ووادي عربه، فخليج العقبة ثم البحر الأحمر.
بدأ هذا الصدع الطويل بالتشكل قبل حوالي 25 مليون سنة، ونتج عن حركةٍ أفقيةٍ لصفيحتين تكتونيتين من الصفائح التي تؤلف القشرة السطحية للكرة الأرضية، وهما الصفيحتان الموجودتان على جانبي الشق أي «الصفيحة العربية» من الشرق و«الصفيحة الإفريقية» من الغرب. تنزاح كلتا الصفيحتين نحو الشمال، إلا أن «الصفيحة العربية» تتحرك أسرع من قرينتها مما تسبب بتشكل هذا الصدع الجيولوجي بينهما. حسب التقديرات تتقدم «الصفيحة العربية» 4 مم كل سنةٍ زيادةً مقارنة ب«الصفيحة الإفريقية»، وقد بلغ الفرق بين الصفيحتين منذ بداية الحركة 105 كم تقريباً بدليل أن جغرافية الأرض في منطقةٍ معينةٍ شرقي الشق يشابه جغرافيتها على بعد 105 كم إلى الجنوب في الجانب الغربي من الشق. ويعتقد الدكتور علي المزروعي -وهو عالم إفريقي كيني- أن شبه الجزيرة العربية أرضياً (جيولوجياً) هي جزءٌ من القارة الإفريقية، ولكن الصدع فصل بينهما بالبحر الأحمر.
تتعرض المناطق المجاورة للأخدود الإفريقي العظيم لخطر الزلازل. تُسجَّلُ في المواقع القريبة من الصدع -مثل مدينة أريحا- زلازل عديدة، ولكن معظمها ضعيفة غير ملموسة، لكن المنطقة تشهد من حينٍ إلى آخر زلازل خطيرة. ويبدو أن مدينة أريحا من الحفريات الآثارية والمصادر التاريخية قد خربت عدة مرات إثر زلازل قوية. كما تنتشر على جانبيه براكين عديدة.